# 攝影指導

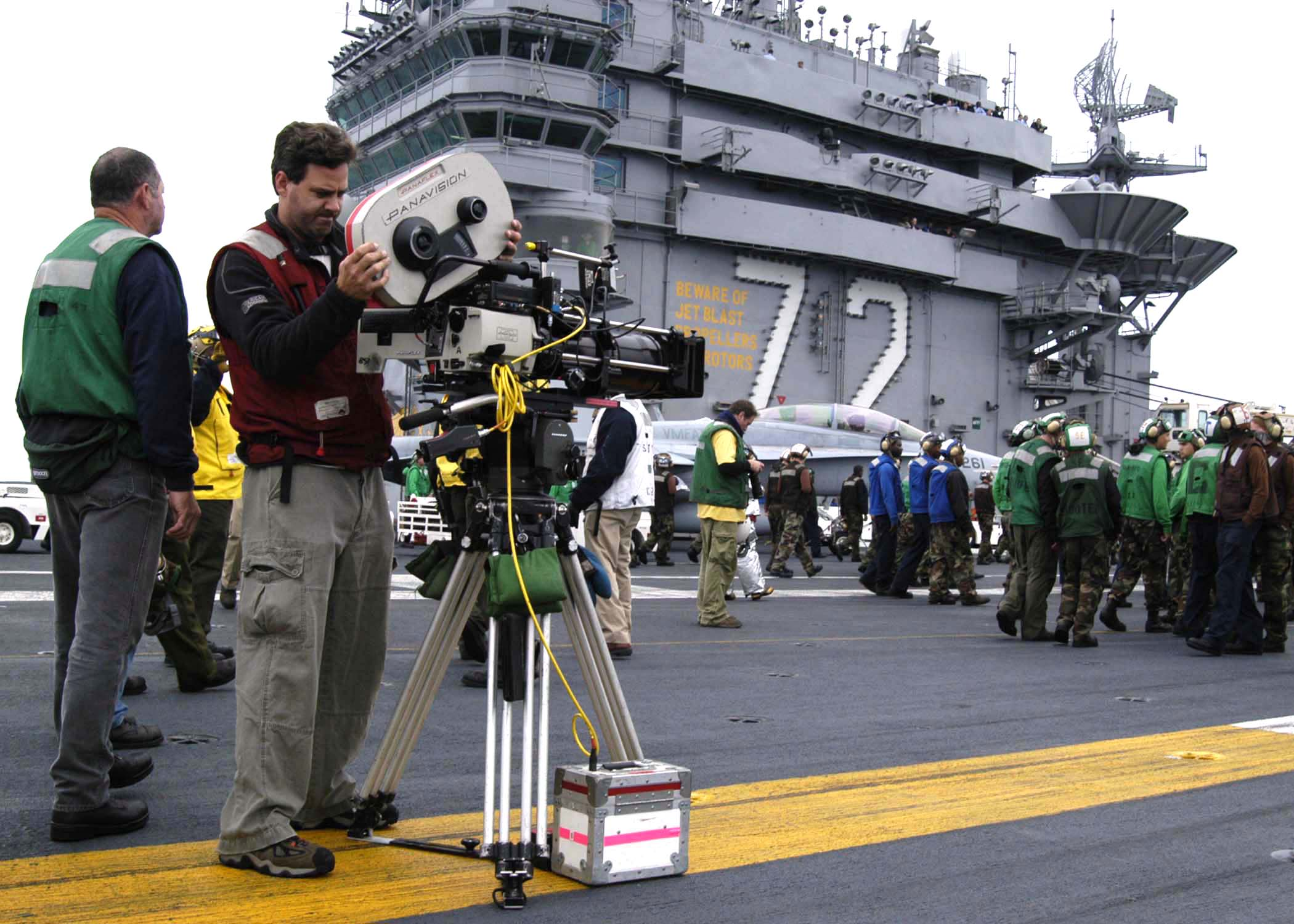
電影《绝密飞行》（2005年）劇組中的攝影指導（左2）在亞伯拉罕·林肯號航空母艦上操作攝影機。

攝影指導（英語：Director of Photography）或稱作電影攝影師（英語：Cinematographer），有時也簡稱DOP或DP，是指在電影、電視劇或其他真人影片中負責操作攝影機和燈光的劇組人員。攝影指導需要瞭解畫面上的藝術性和相關技術。
攝影指導時常得根據導演的需求來選擇攝影機、底片、鏡頭、濾鏡等器材來實現該目的。攝影指導與導演的關係各不相同；在某些情況下，導演將允許攝影指導完全獨立、自由。美国电影摄影师协会將電影攝影定義為：一種創造性的過程，最終將成為原創藝術作品的作者而不是單純地將物理事件作紀錄。電影攝影不是攝影的一個子類別；而僅是攝影指導使用的一種手段，是透過物理、組織、管理、解釋和畫面掌控技術來實現一個連貫性的過程。

## 外部連結
- Cinematography.com
- Cinematography Mailing List (CML)
- International Cinematographers Guild （页面存档备份，存于）
- Burns, Paul The History of the Discovery of Cinematography （页面存档备份，存于）
- American Society of Cinematographers （页面存档备份，存于）
- The Guild of British Camera Technicians （页面存档备份，存于）
- British Society of Cinematographers （页面存档备份，存于）
- Indian Society of Cinematographers (ISC) （页面存档备份，存于）
- European Federation of Cinematographers / IMAGO （页面存档备份，存于）
- Australian Cinematographers Society (ACS) （页面存档备份，存于）
- German Society of Cinematography, BVK （页面存档备份，存于）
- Italian Society of Cinematography , AIC (Autori Italiani della Cinematografia) （页面存档备份，存于）